# Коптяєвська
Коптя́євська (рос. Коптяевская) — присілок у складі Верховазького району Вологодської області, Росія. Входить до складу Нижньо-Вазького сільського поселення.

## Населення
Населення — 32 особи (2010; 41 у 2002).
Національний склад (станом на 2002 рік):
- росіяни — 100 %